# Cerbaiola (San Marino)
Cerbaiola ist eine Ortschaft, sowie ein Ortsteil (Curazie) der Gemeinde (Castello) Montegiardino in San Marino. Er ist der einzige Ortsteil der Gemeinde.

## Geografie
Cerbaiola liegt im Westen bis Südwesten der Gemeinde Montegiardino und im Südosten von San Marino, auf einer Höhe von etwa 350 Metern. Der Ort liegt an der Grenze zu Italien und an der Grenze der Gemeinde Fiorentino.
Durch den Ort führt im Südwesten die Straße Strada della Serra und im Westen die Strada Bandirola. Diese zwei Straßen werden durch die Strada per Santa Maria innerhalb der Gemeinde verbunden.